# Памятник Юрию Гагарину (Оренбург)
Памятник Юрию Гагарину в Оренбурге был открыт 12 апреля 1986 года к 25-летнему юбилею первого полёта человека в космос.

## История памятника
Памятник поставлен на проспекте имени Юрия Гагарина, который был назван в его честь в 1961 году почти сразу после полёта Гагарина в космос. Идея размещения памятника в Оренбурге связана с тем, что в 1955—1957 годах в Оренбурге Юрий Гагарин учился в оренбургском Высшем военно-авиационном училище лётчиков имени И. С. Полбина. Ныне училище расформировано, это произошло 12 февраля 1993 года.
Автором памятника выступил скульптор Ю. Л. Чернов, архитекторы — Г. Г. Исакович, А. И. Агафонов.
В марте 2021 года в результате хулиганской выходки памятник Юрия Гагарину в Оренбурге был повреждён. Как выяснилось в ходе следствия, повреждения памятнику были нанесены несовершеннолетними, чьи действия попали на записи видеокамер. По ним было установлено, что три мальчика школьного возраста при помощи молотков разбили плиты в основании памятника. Ранее в том же месяце неизвестные замазали краской автограф Гагарина, выбитый на постаменте памятника. По записям камер были установлены личности малолетних вандалов, нанесших повреждения памятнику. Полиция провела с ними профилактическую работу.
Городская администрация оценила нанесённый ущерб в 350 тысяч рублей. К юбилею первого полёта в космос, 12 апреля 2021 года, памятник был восстановлен.

## Описание памятника
Памятник представляет собой полноростовую скульптуру Юрия Гагарина, который представлен здесь в лётном костюме, таком, в которых летали военные лётчики того времени и в каком летал сам Гагарин во время его обучения в Оренбурге. Скульптура имеет рост 4 метра.
Памятник расположен на гранитном постаменте, на передней части которого размещен выгравированный автограф Юрия Гагарина.
Сзади скульптуры, также на постаменте, находятся две вертикальные серые стелы, по высоте примерно в два раза больше, чем высота памятника вместе с постаментом.
Материал постамента — гранит, сам памятник выполнен из бронзы, а стелы отлиты из нержавеющей стали.